# Distrito electoral de Irish Grove n.º 4
Irish Grove No. 4 (en inglés: Irish Grove No. 4 Precinct) es un distrito electoral ubicado en el condado de Menard en el estado estadounidense de Illinois. En el Censo de 2010 tenía una población de 187 habitantes y una densidad poblacional de 2,75 personas por km².

## Geografía
Según la Oficina del Censo de los Estados Unidos, tiene una superficie total de 67.9 km², de la cual 67.69 km² corresponden a tierra firme y (0.31%) 0.21 km² es agua.

## Demografía
Según el censo de 2010, había 187 personas residiendo en Irish Grove No. 4. La densidad de población era de 2,75 hab./km². De los 187 habitantes, Irish Grove No. 4 estaba compuesto por el 100% blancos, el 0% eran afroamericanos, el 0% eran amerindios, el 0% eran asiáticos, el 0% eran isleños del Pacífico, el 0% eran de otras razas y el 0% pertenecían a dos o más razas. Del total de la población el 0% eran hispanos o latinos de cualquier raza.